# Unity (modul ISS)

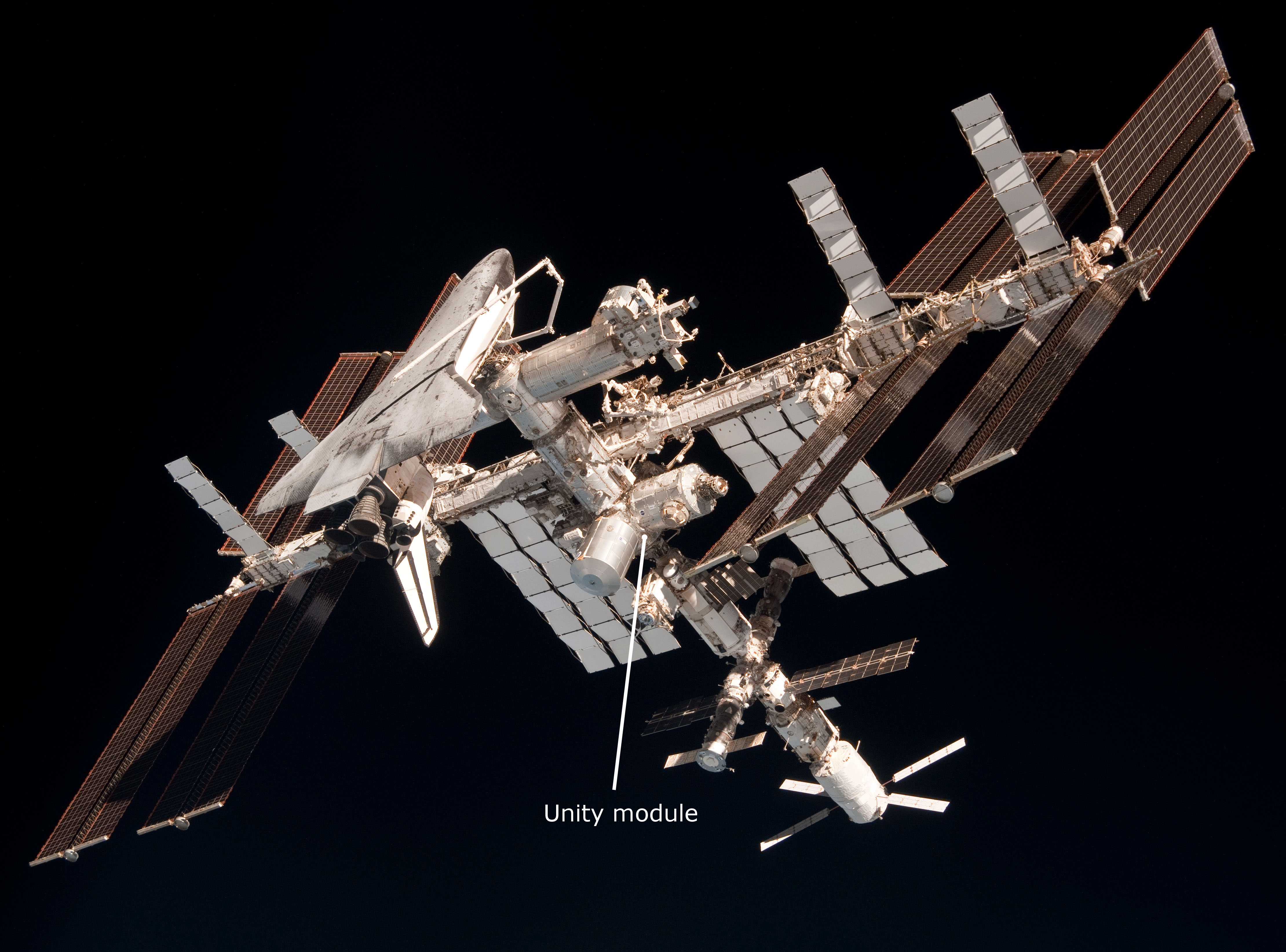
Modul Unity, jak je vidět v květnu 2011

Unity, uzlový modul známý také jako Node 1, byl prvním americkým a celkově druhým modulem, který se připojil k Mezinárodní vesmírné stanici (ISS) tvořené do té doby pouze ruským modulm Zarja. Unity tak spojuje ruskou a americkou část stanice a je místem, kde posádky obou segmentů scházejí např. ke společnému jídlu.

## Design
Modul má válcovitý tvar o průměru 4,57 metru a délce 5,47 m. Je vyroben z oceli a vybaven šesti porty (předním, zadním, levým, pravým, horním a spodním), které umožňují spojení s dalšími moduly nebo kosmickými loděmi. Modul pro NASA vyrobila společnost Boeing ve výrobním závodě v Marshall Space Flight Center v Huntsville v Alabamě. Unity je první ze tří uzlových modulů v americkém segmentu ISS, dalším dvěma jsou moduly Harmony a Tranquility; v ruském segmentu od roku 2021 je jediným uzlovým modulem Pričal.

## Start a instalace

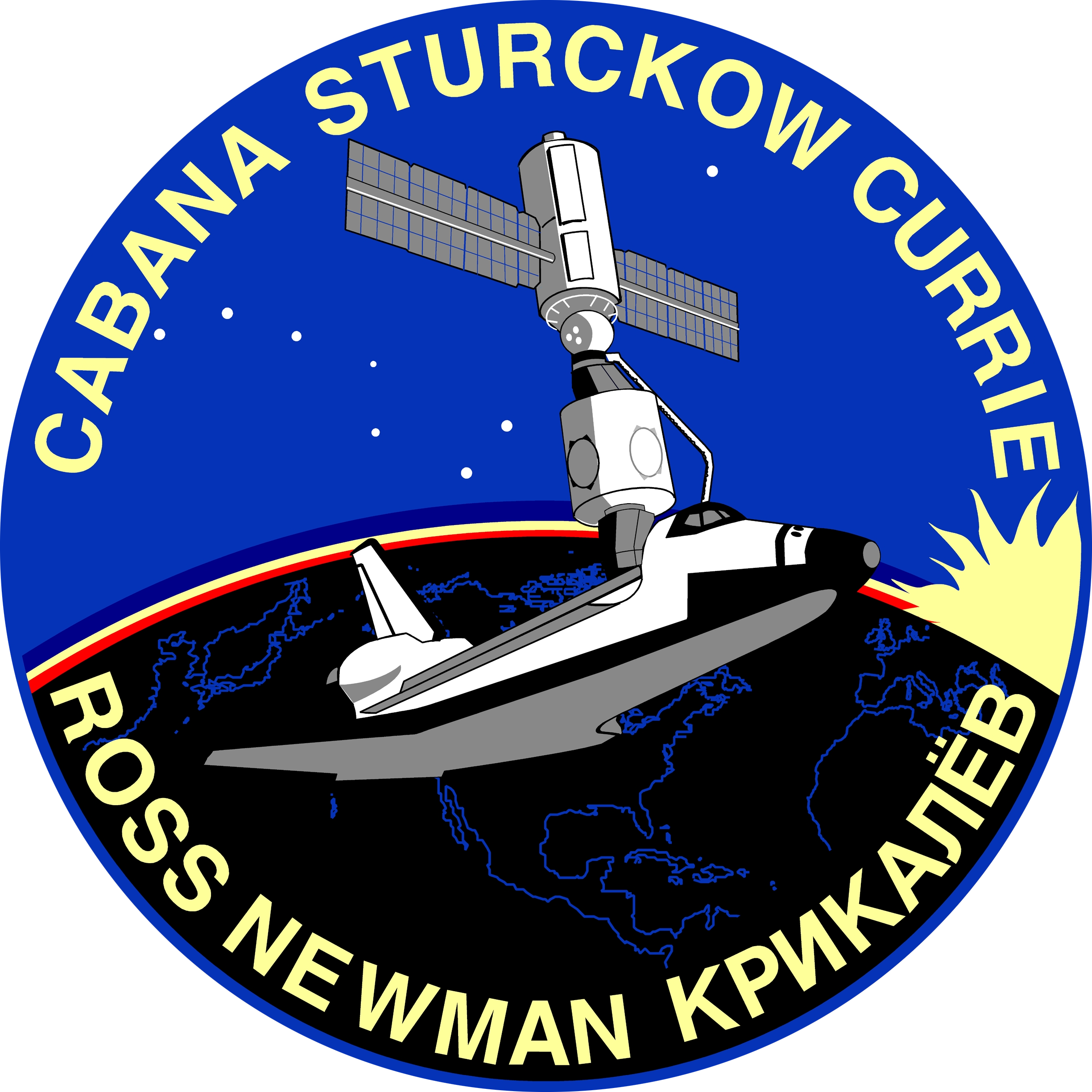
Znak mise STS-88 raketoplánu Endeavour.

Unity (s dvěma propojovacím adaptéry PMA-1 a PMA-2 připojenými k přednímu a zadnímu portu modulu) byla vynesena na oběžnou dráhu 4. prosince 1998 jako primární náklad raketoplánu Endeavour při misi STS-88, což byla první mise raketoplánu věnovaná montáži ISS. Posádka 6. prosince 1998 připojila k volnému portu adaptéru PMA-1 pomocí robotické ruky modul Zarja, který byl vynesen na oběžnou dráhu o několik dní dříve ruskou nosnou raketou Proton z kosmodromu Bajkonur.

## Připojené moduly a návštěvy nákladních lodí
Unity má dva axiální (v ose trupu) a čtyři radiální (kolmo na osu) porty Common Berthing Mechanism (CBM). Po modulu Zarja byly k Unity postupně natrvalo připojeny americký laboratorní modul Destiny (při misi STS-98), příhradový nosník Z1 (při misi STS-92), přechodová komora Quest Joint Airlock (při misi STS-104) a Tranquility (při misi STS-130). 
Dočasně byly k Unity připojeny raketoplány STS (při šesti misích) a další komponenty: modul Harmony (během mise STS-120), propojovací adaptér PMA-3 (při misi STS-92) a víceúčelové logistické moduly Leonardo a Raffaello (během několika misí STS; modul Leonardo byl v roce 2011 po misi STS-133 ponechán v sestavě ISS a zůstal připojen k Unity až do roku 2015, kdy byl přesunut k přednímu portu modulu Tranquility). Od roku 2015 jsou k Unity připojovány nákladní lodě Cygnus. 

### Přehled lodí a modulů připojených k ISS přes modul Unity
Zeleně jsou vyznačeny probíhající lety.
Spodní port
Přes PMA-3 (od připojení 16. října 2000 při misi STS-92 do přesunutí na port na levoboku 12. března 2001 při misi STS-102):
| kosmická loď | připojení                   | odpojení                    | dní |
| ------------ | --------------------------- | --------------------------- | --- |
| STS-97       | 2. prosince 2000, 20:59 SEČ | 9. prosince 2000, 20:13 SEČ | 7   |
| STS-98       | 9. února 2001, 17:51 SEČ    | 16. února 2001, 15:05 SEČ   | 7   |

Přímo (po odpojení PMA-3):
| kosmická loď/modul | připojení                     | odpojení                      | dní                    |
| ------------------ | ----------------------------- | ----------------------------- | ---------------------- |
| modul Leonardo     | 1. března 2011, 15:05 UTC     | 27. května 2015, 09:50 UTC    | 1548 (4 roky a 87 dní) |
| Cygnus OA-4        | 9. prosince 2015, 15:26 SEČ   | 19. února 2016, 11:38 SEČ     | 72                     |
| Cygnus OA-6        | 26. března 2016, 11:51 SEČ    | 14. června 2016, 12:43 SEČ    | 80                     |
| Cygnus OA-5        | 17. října 2016, 00:45 SEČ     | 27. listopadu 2016, 00:36 SEČ | 29                     |
| Cygnus OA-7        | 22. dubna 2017, 13:39 SEČ     | 4. června 2017, 12:05 SEČ     | 43                     |
| Cygnus OA-8E       | 14. listopadu 2017, 13:15 SEČ | 5. prosince 2017, 18:52 SEČ   | 21                     |
| Cygnus OA-9E       | 24. května 2018, 13:13 SEČ    | 15. července 2018, 11:20 SEČ  | 55                     |
| Cygnus NG-10       | 19. listopadu 2018, 13:31 SEČ | 8. února 2019, 15:37 SEČ      | 81                     |
| Cygnus NG-11       | 19. dubna 2019, 12:31 SEČ     | 6. srpna 2019, 14:30 SEČ      | 109                    |
| Cygnus NG-12       | 4. listopadu 2019, 12:21 SEČ  | 31. ledna 2020, 14:10 SEČ     | 88                     |
| Cygnus NG-13       | 18. února 2020, 12:16 SEČ     | 11. května 2020, 14:00 SEČ    | 83                     |
| Cygnus NG-14       | 5. října 2020, 12:01 UTC      | 6. ledna 2021, 12:25 UTC      | 93                     |
| Cygnus NG-15       | 22. února 2021, 12:16 UTC     | 29. června 2021, 13:20 UTC    | 127                    |
| Cygnus NG-16       | 12. srpna 2021, 13:42 UTC     | 20. listopadu 2021, 13:40 UTC | 100                    |
| Cygnus NG-17       | 21. února 2022, 12:02 UTC     | 28. června 2022, ~07:00 UTC   | 127                    |
| Cygnus NG-18       | 9. listopadu 2022, 13:03 UTC  | 21. dubna 2023, ~08:40 UTC    | 163                    |
| Cygnus NG-19       | 4. srpna 2023, 12:28 UTC      | 22. prosince 2023, ~10:00 UTC | 140                    |
| Cygnus NG-20       | 1. února 2024, 12:14 UTC      | 12. července 2024, ~10:00 UTC | 162                    |
| Cygnus NG-21       | 6. července 2024, 09:33 UTC   | 30. března 2025, ~08:50 UTC   | 234                    |

Přední port
Přes PMA-2 (do přesunutí PMA-2 na nosník Z1, 10. února 2001):
| kosmická loď | připojení                     | odpojení                     | dní |
| ------------ | ----------------------------- | ---------------------------- | --- |
| STS-96       | 27. května 1999, 11:49:42 SEČ | 6. června 1999, 03:02:43 SEČ | 10  |
| STS-101      | 20. května 2000, 05:30 SEČ    | 26. května 2000, 00:03 SEČ   | 6   |
| STS-106      | 8. září 2000, 13:45:47 SEČ    | 19. září 2000, 08:56 SEČ     | 11  |
| STS-92       | 11. října 2000, 00:17:00 SEČ  | 24. října 2000, 21:59:47 SEČ | 14  |

Přímo (po přesunutí PMA-2):
- modul Destiny – při misi STS-98, připojen od 10. února 2001[5] – dosud 8815 dní (24 let a 49 dní)

Zadní port
Přes PMA-1:
- modul Zarja – při misi STS-88, připojen od 6. prosince 1998[6] – dosud 9612 dní (26 let a 115 dní)

Pravý port
- modul Quest – při misi STS-104, připojen od 15. července 2001[7]  – dosud 8660 dní (23 let a 259 dní)

Levý port
- modul Harmony – při misi STS-120 a po jejím skončení, připojen od 26. října 2007[8] a odpojen 14. listopadu 2007[9] – celkem 19 dní
- modul Tranquility – při misi STS-130, připojen od 12. února 2010[10]  – dosud 5526 dní (15 let a 47 dní)

Horní port
- příhradový nosník Z1 – při misi STS-92, připojen od 14. října 2000[11]  – dosud 8934 dní (24 let a 168 dní)

## Detaily

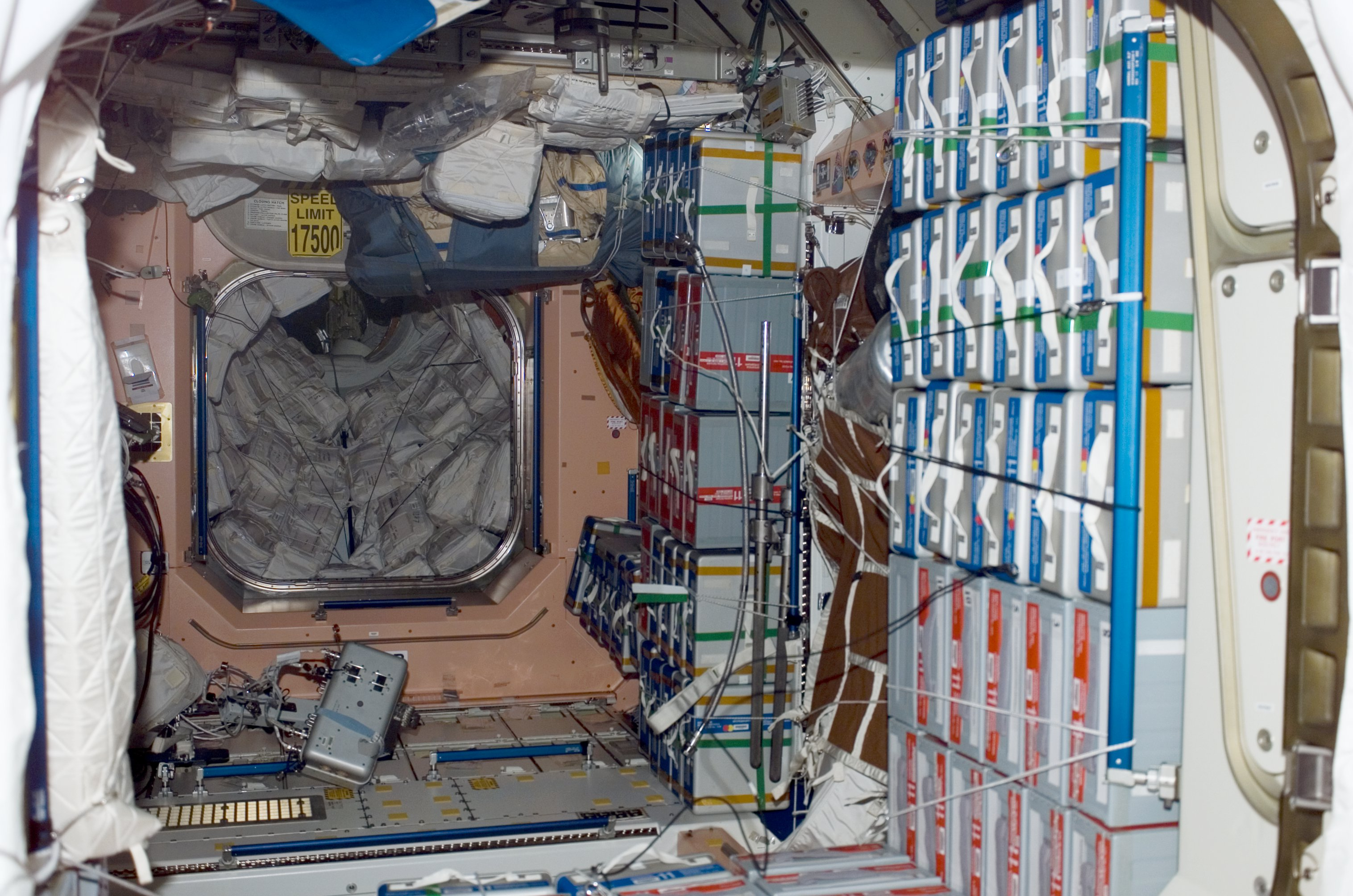
Interiér Unity (2005)

V Unity bylo instalováno více než 50 000 mechanických předmětů, 216 vedení pro přepravu tekutin a plynů a 121 vnitřních a vnějších elektrických kabelů využívajících téměř 10 km drátu.  Je vyroben z hliníku, nerezové oceli,  nebo hliníkové slitiny. 
Během výstavby vesmírné stanice umístil člen posádky v roce 2003 na štítek (vedoucí do modulu Zarja) dvě značky omezující rychlost, orbitální rychlost v mph a km/h. 
Před umístěním Unity na palubu raketoplánu Endeavour byly kuželové Pressurized Mating Adapters (PMA) připojeny k zadnímu a přednímu portu Unity. Unity a dva PMA dohromady vážily asi 11,600 kg. Adaptéry umožňují připojení dokovacích systémů používaných raketoplány a ruskými moduly.  PMA-1 nyní trvale spojuje Unity k Zarje, zatímco PMA-2 sloužil pro připojování raketoplánů. Po ukončení raketoplánů byl k PMA-2 nainstalován adaptér IDA-2, který umožňuje připojení lodí Dragon 2 a Starliner. PMA-3 byl připojen k spodnímu portu Unity posádkou STS-92, nyní je připojen na horním portu Harmony a je na něm nainstalován adaptér IDA-3.

## Ostatní uzlové moduly

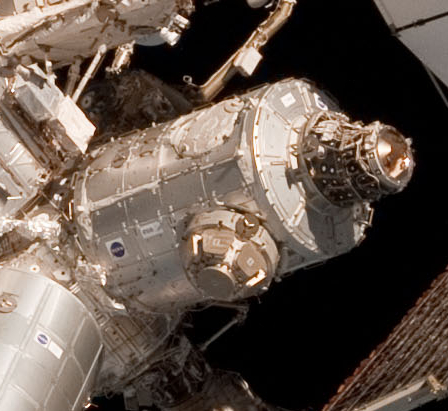
Node 3 (Tranquility) ve vesmíru

Dva zbývající uzlové moduly na ISS vyrobila v Itálii společnost Alenia Aerospazio v rámci dohody mezi NASA a Evropskou kosmickou agenturou (ESA). Modul Harmony (také známý jako Node 2) a Tranquility (také známý jako Node 3) jsou o něco delší než Unity, měří téměř 6.4 m. Kromě svých šesti dokovacích portů může každý obsahovat osm International Standard Payload Racks (ISPRs). Ve srovnání má Unity pouhé čtyři ISPR. ESA postavila Node 2 a 3 jako částečnou platbu za vypuštění laboratorního modulu Columbus a dalšího vybavení ESA na ISS.

## Galerie

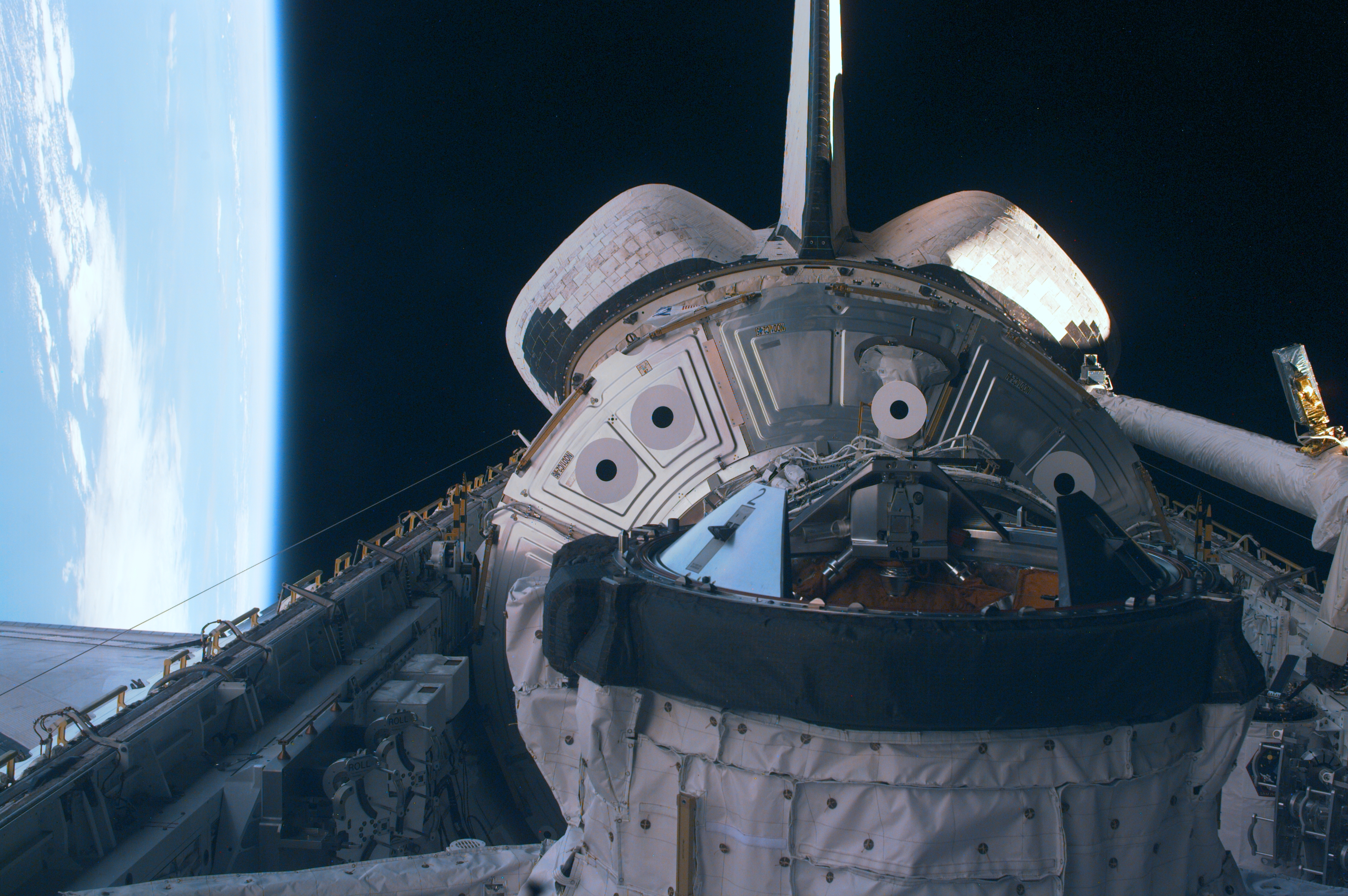
Unity v nákladovém prostoru raketoplánu
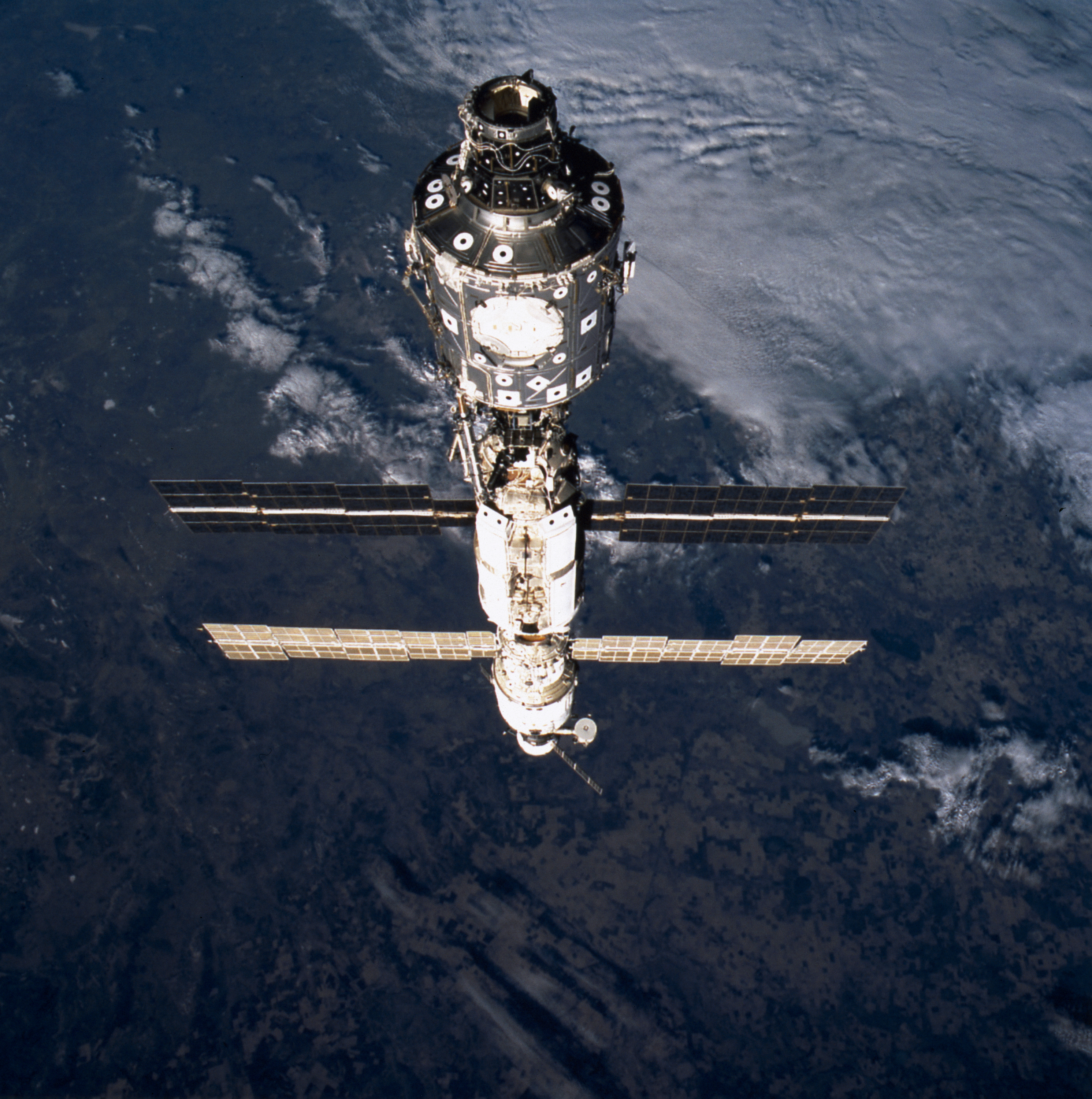
Unity a Zarja po spojení
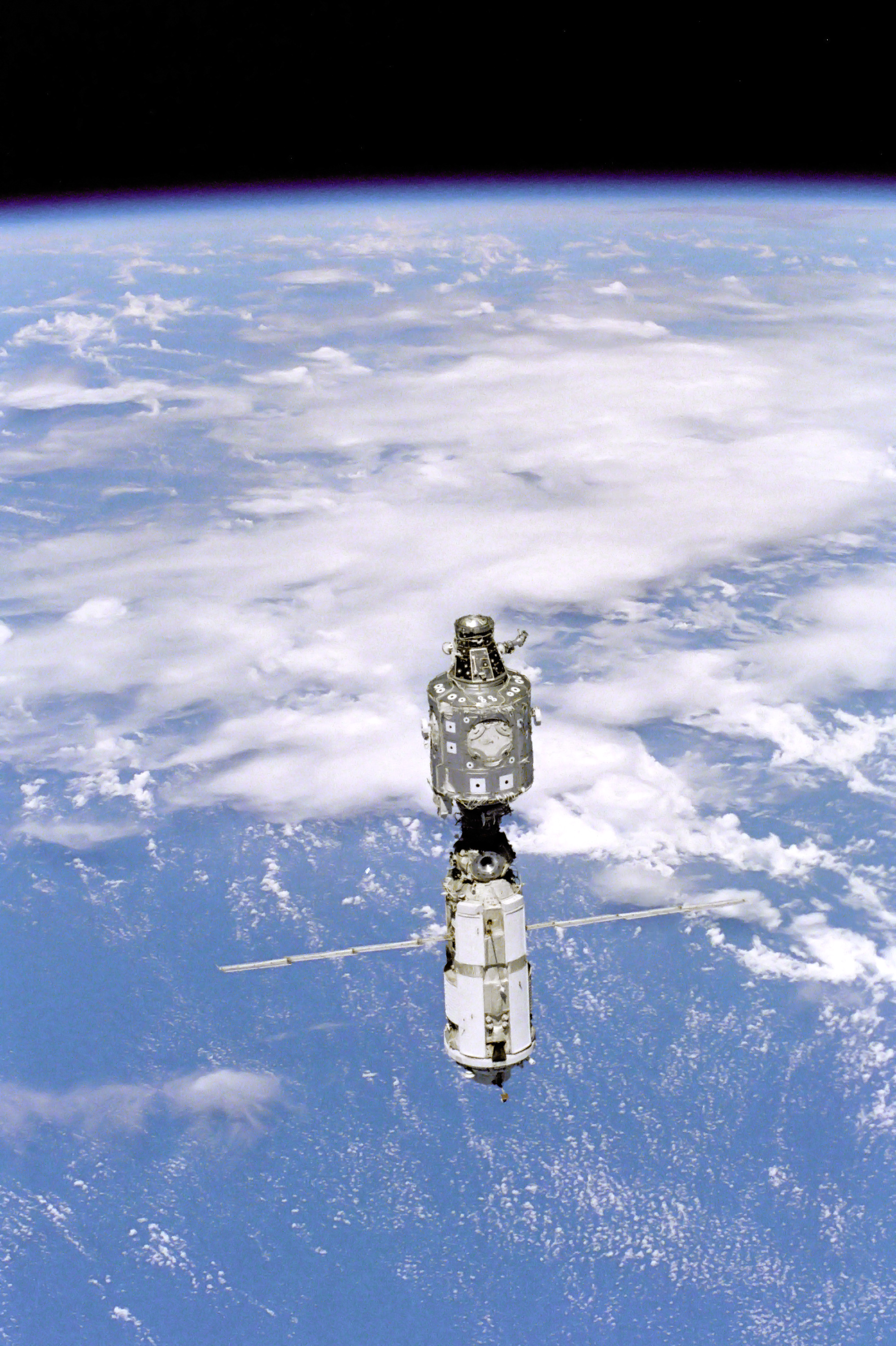
Unity a Zarja po spojení
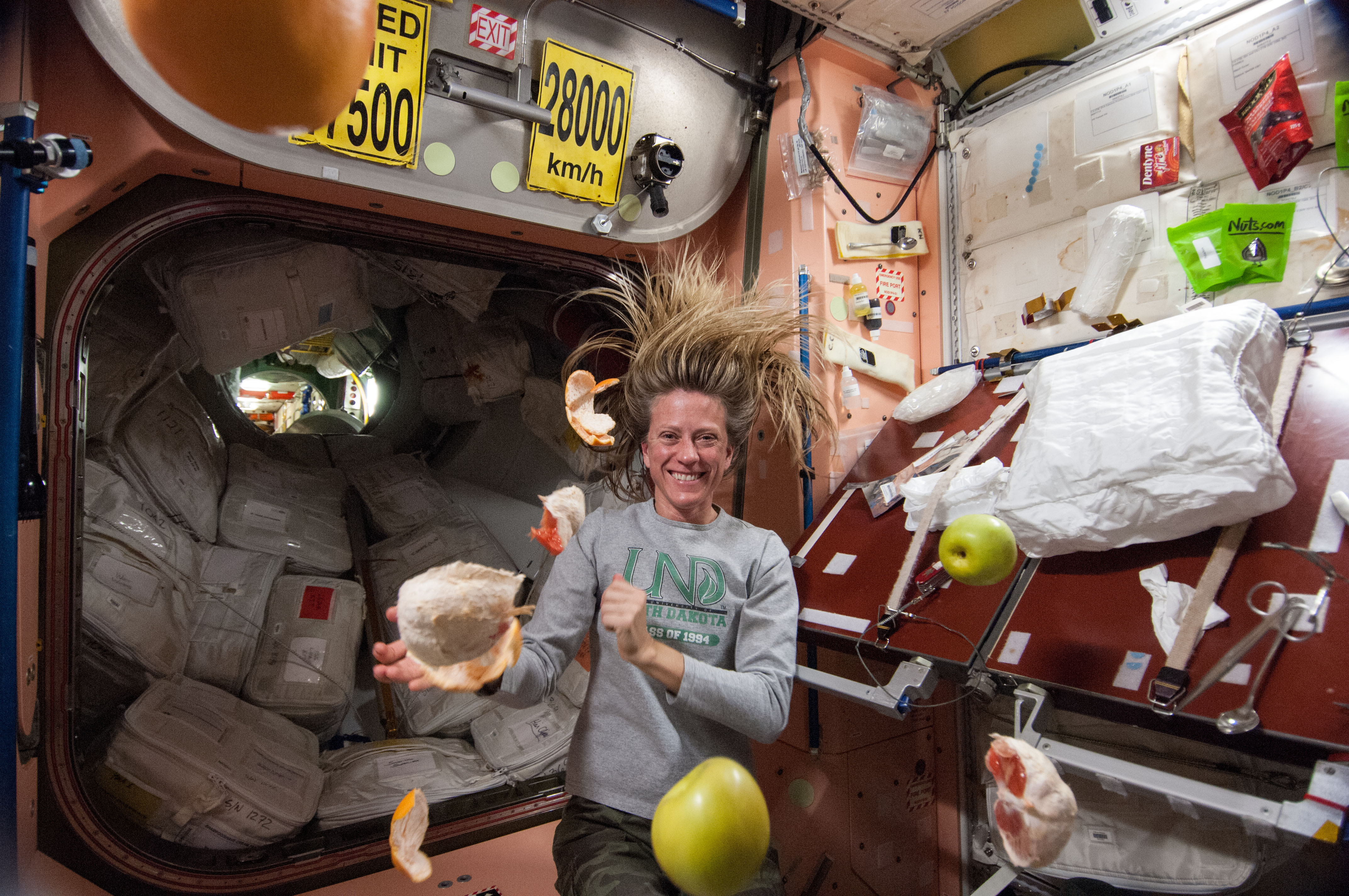
Karen Nybergová v modulu Unity, červenec 2013
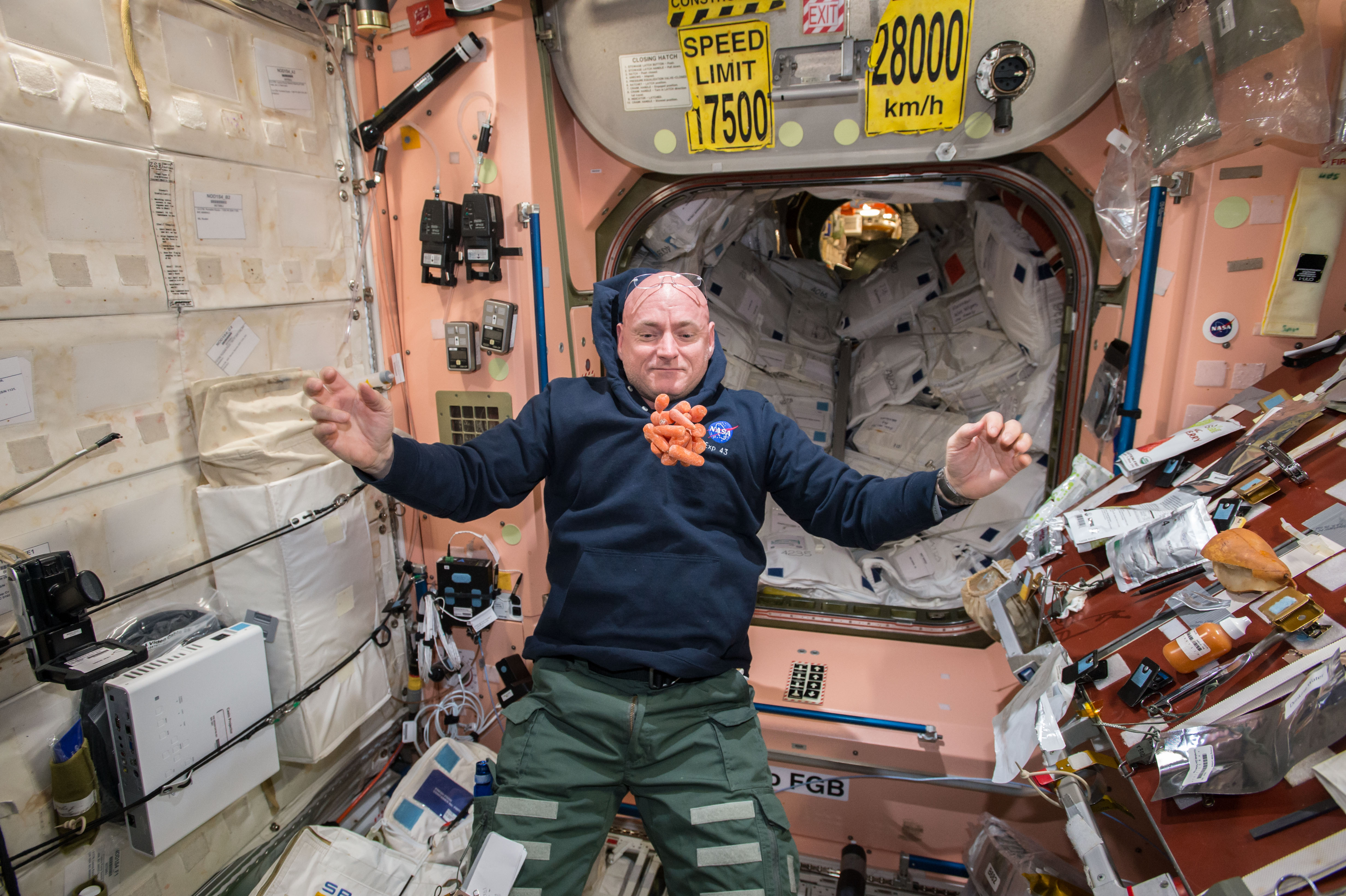
Scott Kelly v modulu Unity, duben 2015
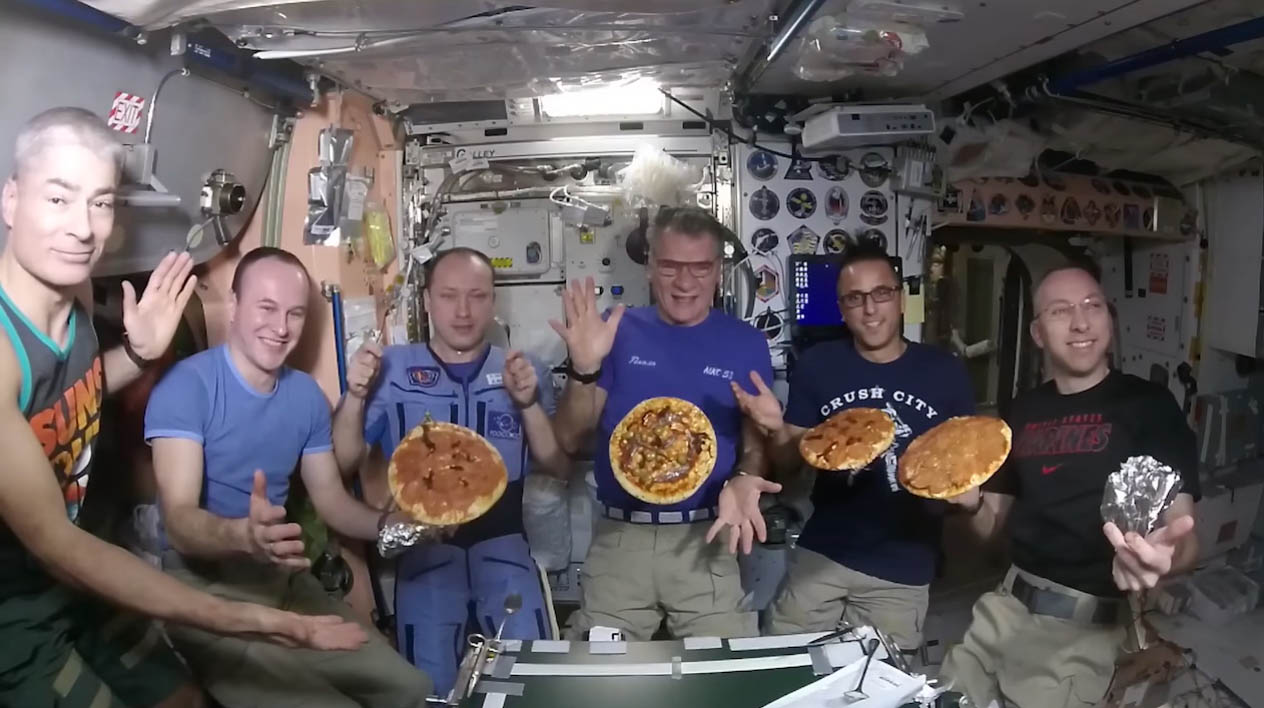
Posádka ISS v Unity, prosinec 2017
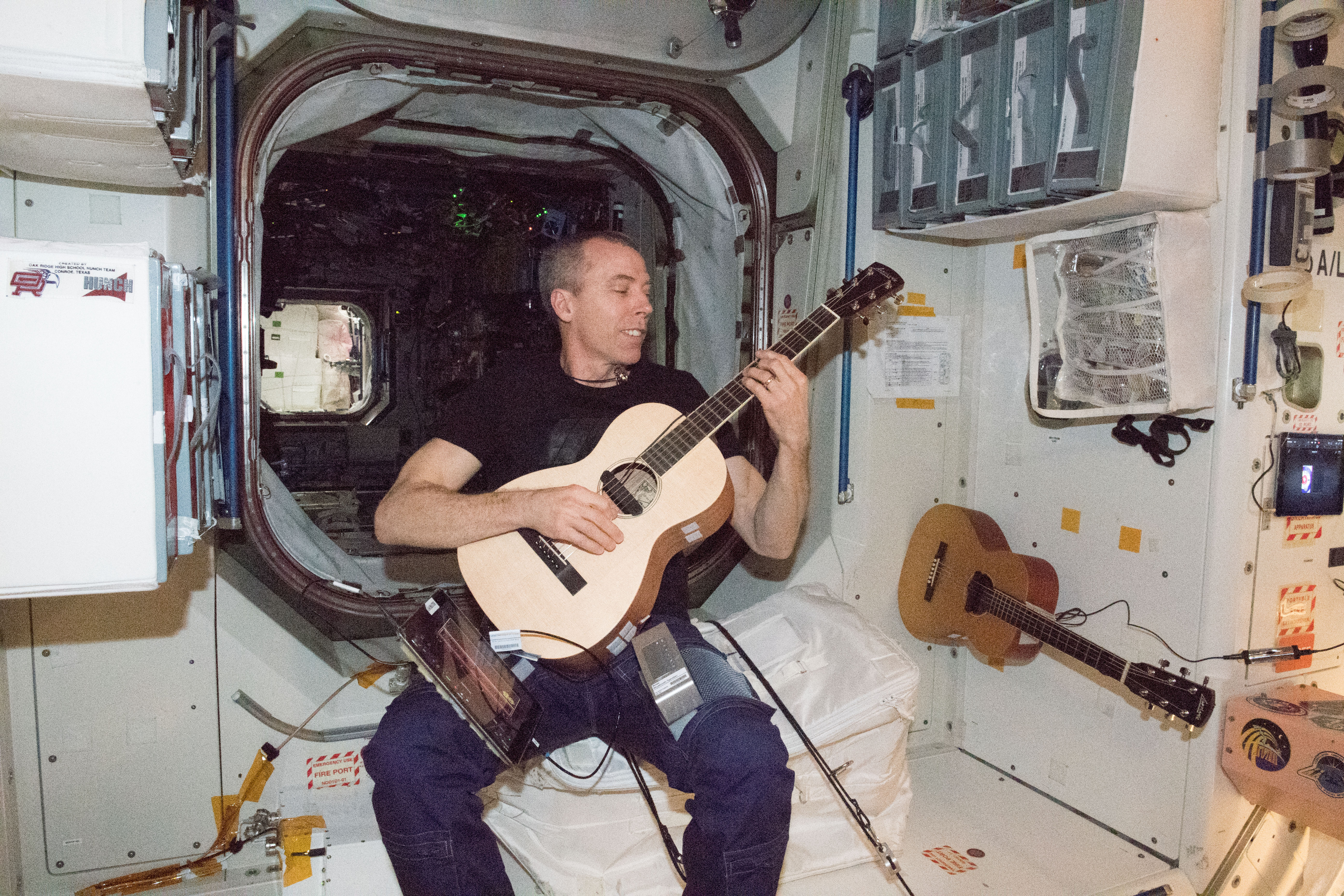
Andrew Feustel v Unity, duben 2018
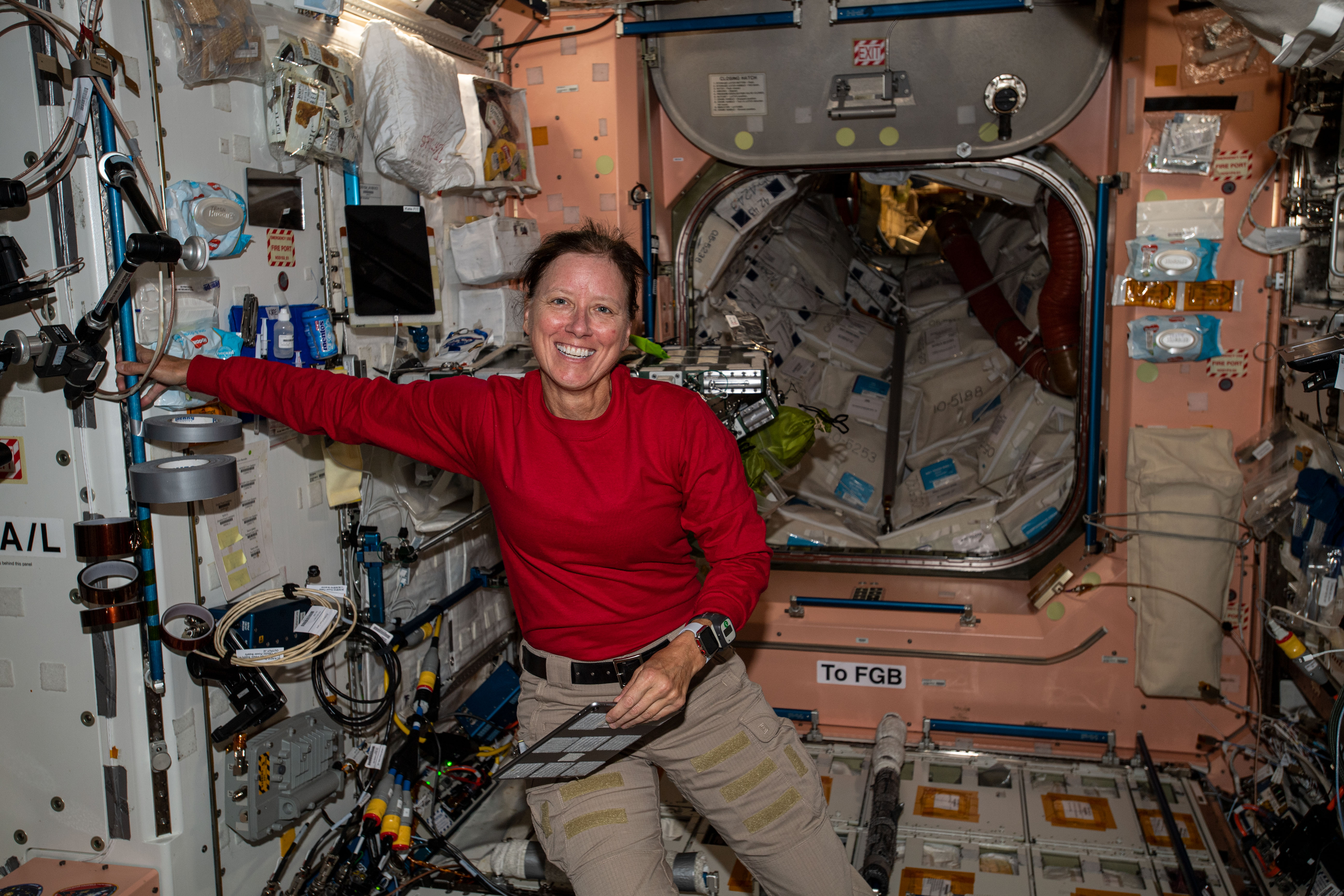
Astronautka Shannon Walkerová v Unity, listopad 2020
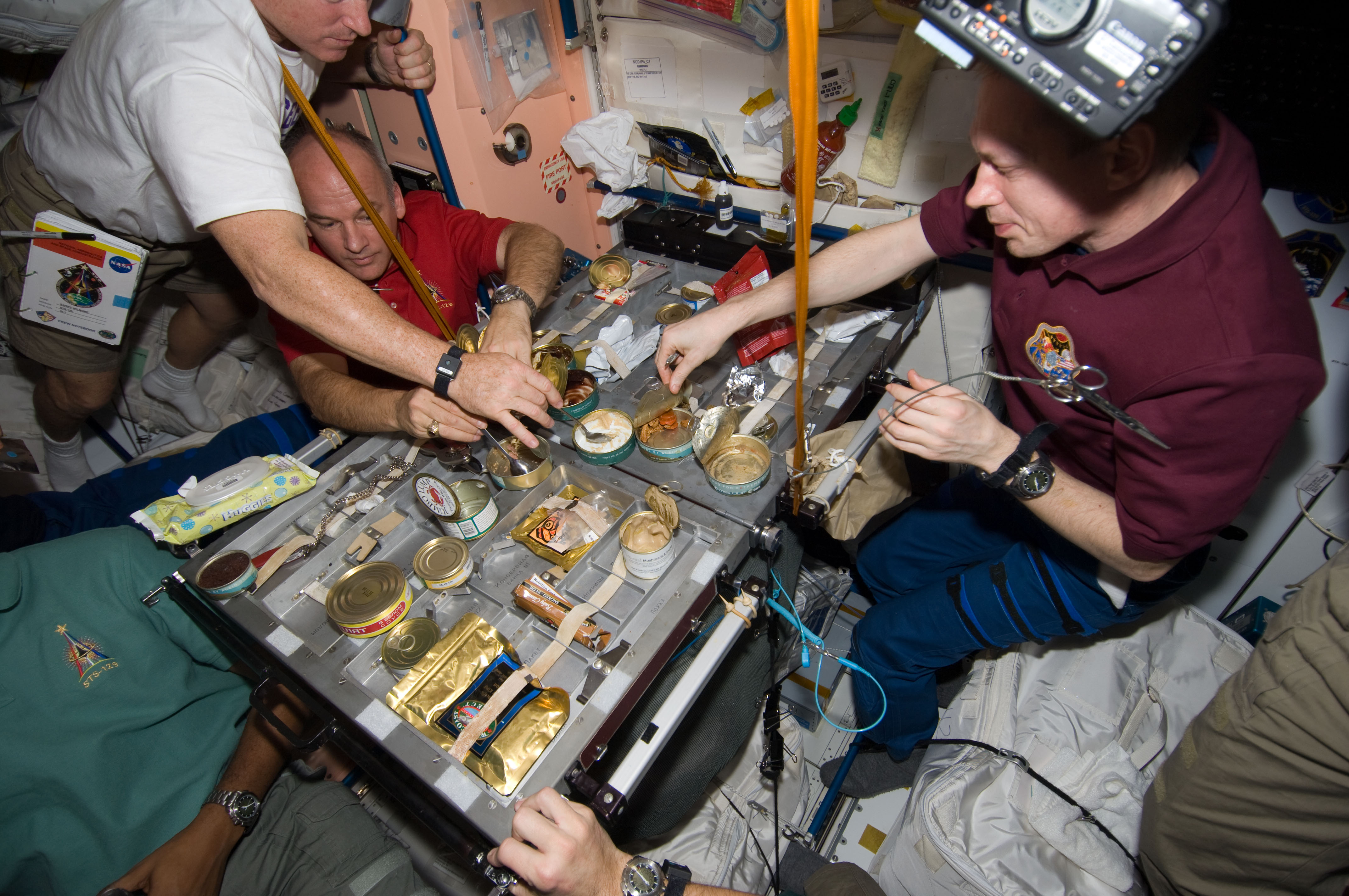
Posádka ISS v Unity, listopad 2009